# Ruidoso Downs
Ruidoso Downs is een plaats (village) in de Amerikaanse staat New Mexico, en valt bestuurlijk gezien onder Lincoln County.

## Demografie
Bij de volkstelling in 2000 werd het aantal inwoners vastgesteld op 1824.
In 2006 is het aantal inwoners door het United States Census Bureau geschat op 2057, een stijging van 233 (12,8%).

## Geografie
Volgens het United States Census Bureau beslaat de plaats een oppervlakte van
5,5 km², geheel bestaande uit land. Ruidoso Downs ligt op ongeveer 1956 m boven zeeniveau.

## Plaatsen in de nabije omgeving
De onderstaande figuur toont nabijgelegen plaatsen in een straal van 44 km rond Ruidoso Downs.